# Крымскотатарская Википедия
Кры́мскотата́рская Википе́дия (крымскотат. Qırımtatar Vikipediyası, Къырымтатар Википедиясы) — раздел Википедии на крымскотатарском языке. Развивается на основе латинской графики.
На 16 июля 2025 года крымскотатарский раздел Википедии содержит 29 578 статей. Зарегистрировано 43 484 участника, из них 35 совершили какое-либо действие за последние 30 дней, 2 участника имеет статус администратора. Общее число правок составляет 237 926.

## История

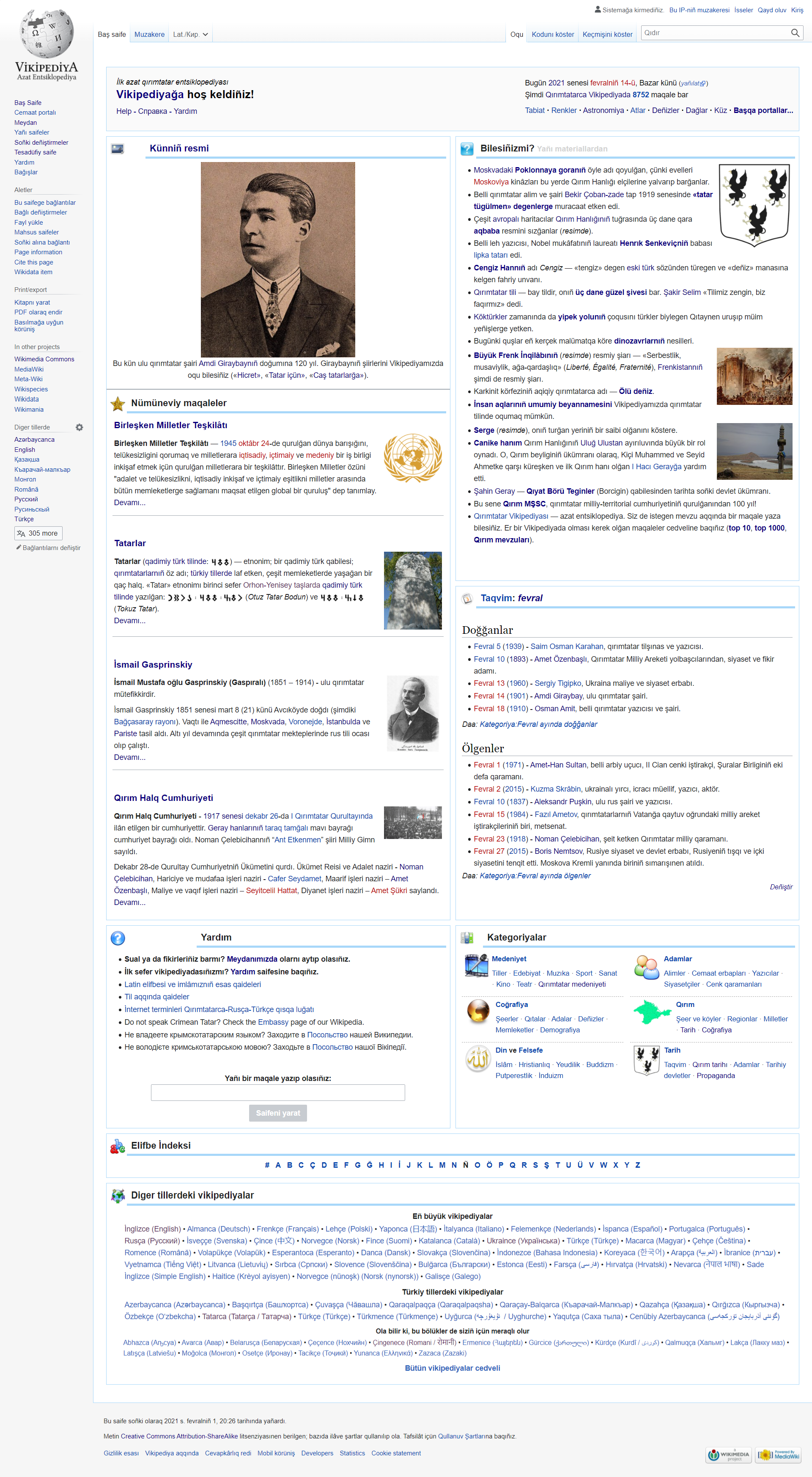
Скриншот главной страницы Крымскотатарской Википедии

Тестовый раздел на крымскотатарском языке был создан 20 сентября 2006 года в Викиинкубаторе. Инициатором данного проекта стал проживающий в Москве Александр Горяинов, который хотя и не являлся крымским татарином по своему этническому происхождению, довольно хорошо владел крымскотатарским языком. Статьи в разделе написаны на латинском алфавите, принятом на II Курултае крымскотатарского народа.
После одобрения языковым комитетом проект был запущен 12 января 2008 года. К тому времени самые большие статьи раздела посвящены таким темам как крымские татары, крымскотатарский язык, Керчь, Симферополь и Ялта.
В июле 2015 года член правления «Викимедиа Украина» Левон Азиян отмечал: «На данный момент ресурс находится в плачевном состоянии. Крымскотатарская Википедия содержит очень небольшое количество статей, и все потому, что практически нет людей, готовых редактировать ее на волонтерских началах. По сути, есть два человека, которые заполняют две трети всего контента, и они оба по национальности не являются крымскими татарами. Это достаточно большая проблема — самих крымских татар, которые редактируют статьи, очень мало, они заходят, делают разовое редактирование и уходят. К сожалению, сейчас нет постоянных пользователей <…> большинство людей, с которыми я общался — крымских татар — не владеют [крымскотатарской] письменностью, они владеют крымскотатарским языком только на уровне общения. Кроме того, крымскотатарская Википедия сейчас функционирует на латинице, мы пытались сделать заявку, чтобы текст автоматически переключался между кириллицей и латиницей <…>, но, к сожалению, пока у нас нет никакого ответа».
В феврале 2018 года заработал сервис переключения текста между кириллицей и латиницей.

## Хронология
- 21 января 2008 года — 557 статей
- 22 марта 2009 года — 851 статья
- 6 ноября 2009 года — 1074 статьи
- 30 января 2010 года — 1405 статей
- 5 сентября 2010 года — 1536 статей
- 25 декабря 2012 года — 1772 статьи
- 16 мая 2014 года — 4035 статьи
- 4 декабря 2016 года — 5000 статей
- 2 июня 2021 года — 10 000 статей